# Jan Van Beers (kunstschilder)
Jan Van Beers (Lier, 27 maart 1852 – Fay-aux-Loges, 17 november 1927) was een Belgisch kunstschilder

## Afkomst
Hij was de zoon van de dichter Jan Van Beers (1821-1888) en van Hendrika Mertens. Jan Van Beers was de schoonzoon van drukker en Vlaams ijveraar Joseph-Ernest Buschmann, stichter van het tijdschrift De Vlaamse School.

## Levensloop
Van Beers studeerde aan de Academie in Antwerpen.
In 1873 ondernam hij samen met Alexandre Struys een reis naar Londen.
In 1878 trok Van Beers naar Parijs waar hij in het atelier van Alfred Stevens werkte.
Tussen 1879 en 1881 verbleef beeldhouwer Jef Lambeaux bij Van Beers in Parijs.
In 1884 woonde hij 15 Impasse Hélène, Avenue de Clichy in Parijs.
Van Beers behoorde gaandeweg tot de mondaine kringen in Parijs. Zijn huis was weelderig, exotisch aangekleed en door hemzelf gedecoreerd met grappige tot pikante tafereeltjes.Hij ontving thuis vele welstellende vooraanstaanden (al dan niet met hun maîtresses), ook gekroonde hoofden. Voor zijn diners had hij een tafel ontworpen waarvan het middenstuk kon verzinken om zo de spijzen op te plaatsen in de onderliggende ruimte. Zo was het gebeuren in de eetkamer onttrokken aan de blikken van het personeel.

## Oeuvre

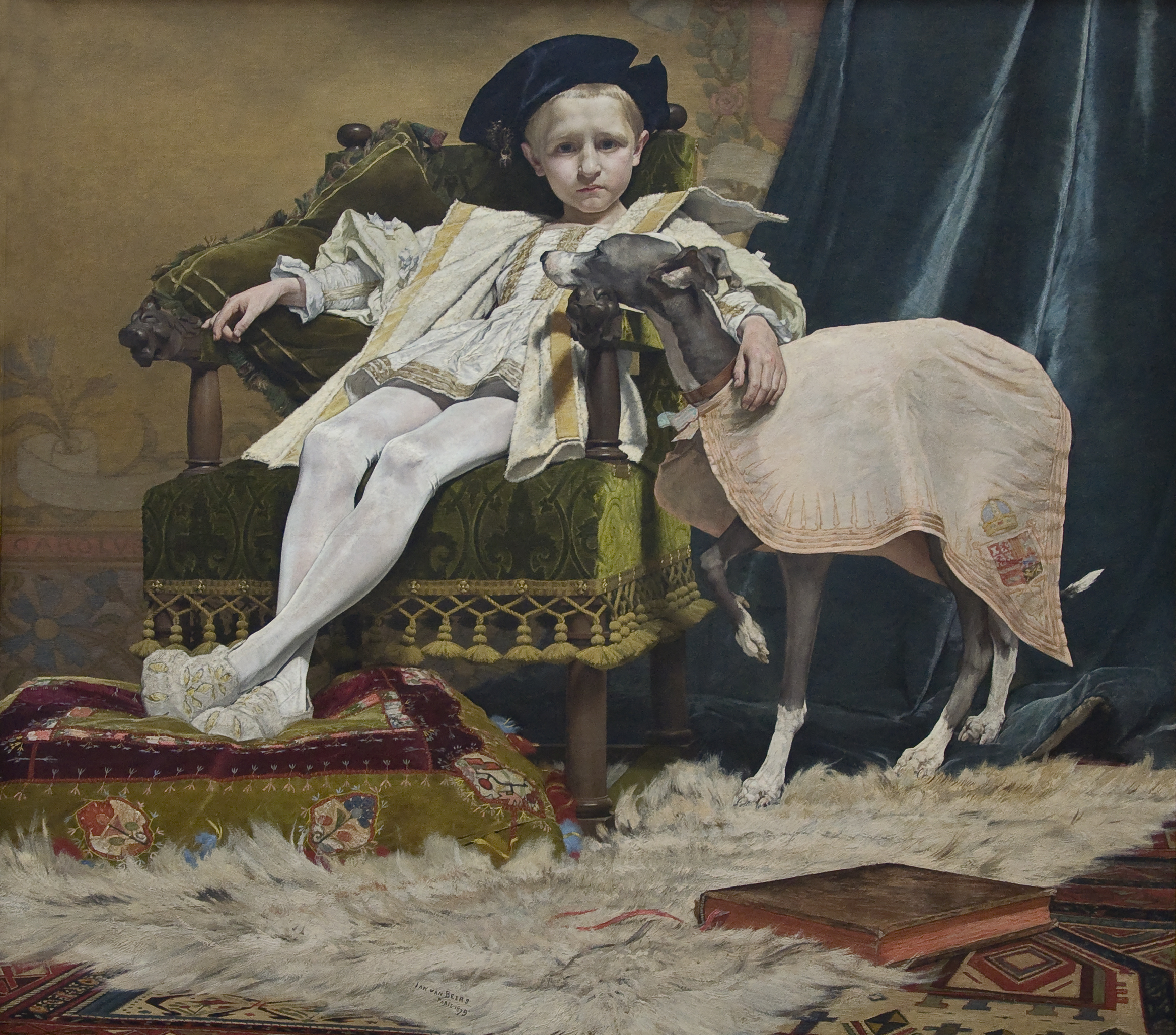
Keizer Karel als kind, Koninklijk Museum voor Schone Kunsten Antwerpen

Zijn eerste voldragen werken, uit de jaren 1870, waren ambitieuze, grote historische taferelen zoals Jacob Van Maerlant op zijn sterfbed. Hij evolueerde naar het schilderen van genretaferelen, vooral taferelen uit het mondaine leven. Soms waren die indringend naturalistisch zoals in De gevallen ster. Andere taferelen waren dan weer chromoachtig tot triviaal: zoals bijvoorbeeld voorstellingen van twee geliefden bij maanlicht op een bank aan een meer. Hollandse plagerij toont een adolescent die een meisje – in Hollandse volksdracht- plaagt. Of La peureuse, ook gekend als A Ostende: een vrouw die vol (valse) schroom de trappen van een badcabine afdaalt terwijl een man in badpak haar vanuit zee wenkt.
James Ensors schilderij L’appel de la sirène is er een schitterende persiflage op waarbij hij de rollen van man en vrouw omdraait.
Van meer ernst is zijn Ludwig Van Beethoven componerend in zijn werkkamer, destijds verspreid via reproducties.
Daarnaast was hij ook steeds een veelgevraagd portrettist.
In zijn scheppingsproces gebruikte Van Beers manifest fotografie als hulpmiddel.  Dit leverde hem vanwege de criticus L. Solvay een bitter verwijt op, waarop Van Beers reageerde met een proceszaak.
Anderzijds is het ook zo dat hij gevraagd werd om portretten te maken van overleden personen of van personen die op een onoverkomelijke afstand woonden. Dan bood fotografie, ondersteund door secundaire informatie zoals een beschrijving van de persoon, een haarlok, de kledij waarin die moest geportretteerd worden… de enige uitkomst.

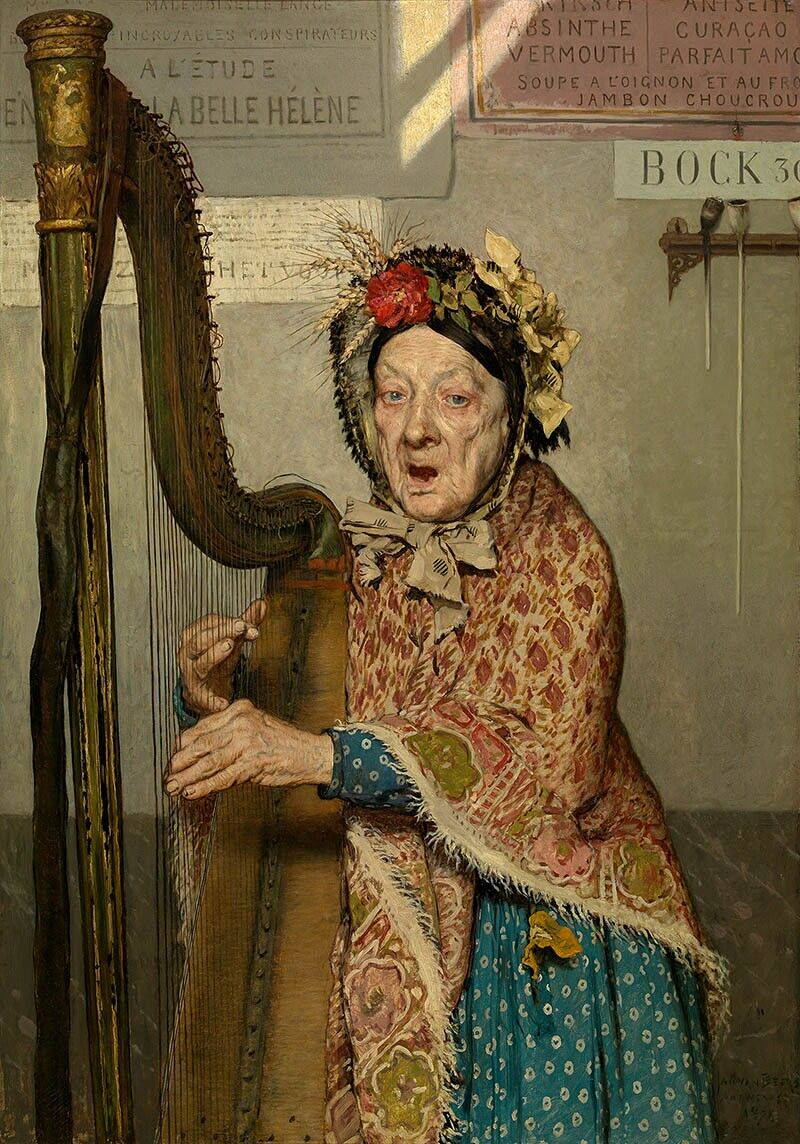
Wanneer sterren ondergaan

## Nevenaspecten van zijn artistiek werk
- Van Beers werkte met assistenten om aan de grote vraag te kunnen voldoen. Een van hen was de Poolse kunstenaar Emile Eisman-Semenowsky (1857-1911).
- Van Beers was ook een kunstenaar die al heel vroeg het lucratieve aspect van commerciële reproducties van zijn werk via uitgeverijen van prenten begreep. Ook reproducties van zijn werk door commerciële firma's in combinatie met merknamen was voor hem geen probleem.
- Jan Van Beers is een van de Antwerpse schilders die "opgeloste omber" gebruikte in zijn werk, een vinding van de Antwerpse verfhandelaar J. Blockx die ook door onder andere François Lamorinière werd gebruikt en een speciale glaciswerking had.
- Hij verzorgde diverse illustraties onder andere bij L'Hiver mondain van Georges Rodenbach (1884), met portretten zoals "la Frileuse".

## Musea
- Amsterdam
- Antwerpen, Koninklijk Museum voor Schone Kunsten Antwerpen: Portret van Peter Benoit (1883), Dame in wit, Portret van Henri Rochefort, Jacob van Maerlant op zijn sterfbed (1879), Willem van Gulik (1879), Saeftingen, lekebroeder van Ter Doest, De gevallen ster, Kinderportret. Carolina Amelia Ledelier (post mortem), Karel V als kind (1879), De dichter Jan Van Beers en zijn echtgenote, Portret van Henriette Van Beers
- Antwerpen, Museum Ridder Smidt van Gelder
- Antwerpen, AMVC/Letterenhuis : correspondentie
- Boston, Museum of Fine Arts: Portret van een man (afkomstig uit de verzameling van de familie Wertheim, Wenen)
- Brussel, Koninklijke Musea voor Schone Kunsten van België: Portret van Sarah Bernhardt

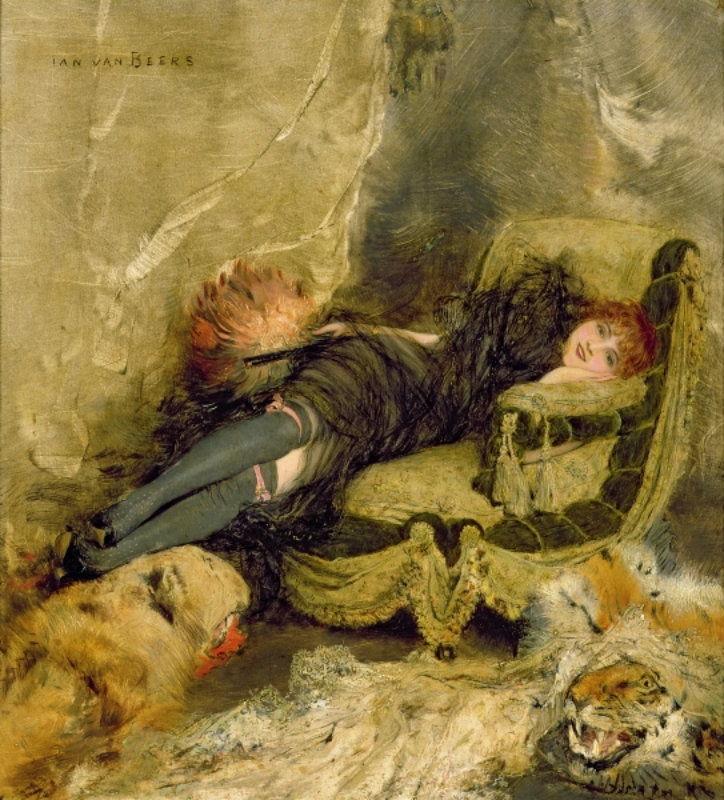
De courtisane

- Lier, Stedelijk Museum Wuyts-Van Campen en Baron Caroly
- Liverpool, Walker Art Gallery: Meisjeshoofd (1878)
- Madrid
- Rouen
- Tournai
- Washington D.C.,
- Williamstown

## Tentoonstellingen
- 1874, Namen, Salon
- 1874, Gent, Salon
- 1877, Amsterdam, Arte et Amicitiae : Uitvaart van Karel de Goede, Graaf van Vlaanderen op 22 april 1127 in de Sint-Christoffelskerk in Brugge, Oude vrouw uit Barbizon

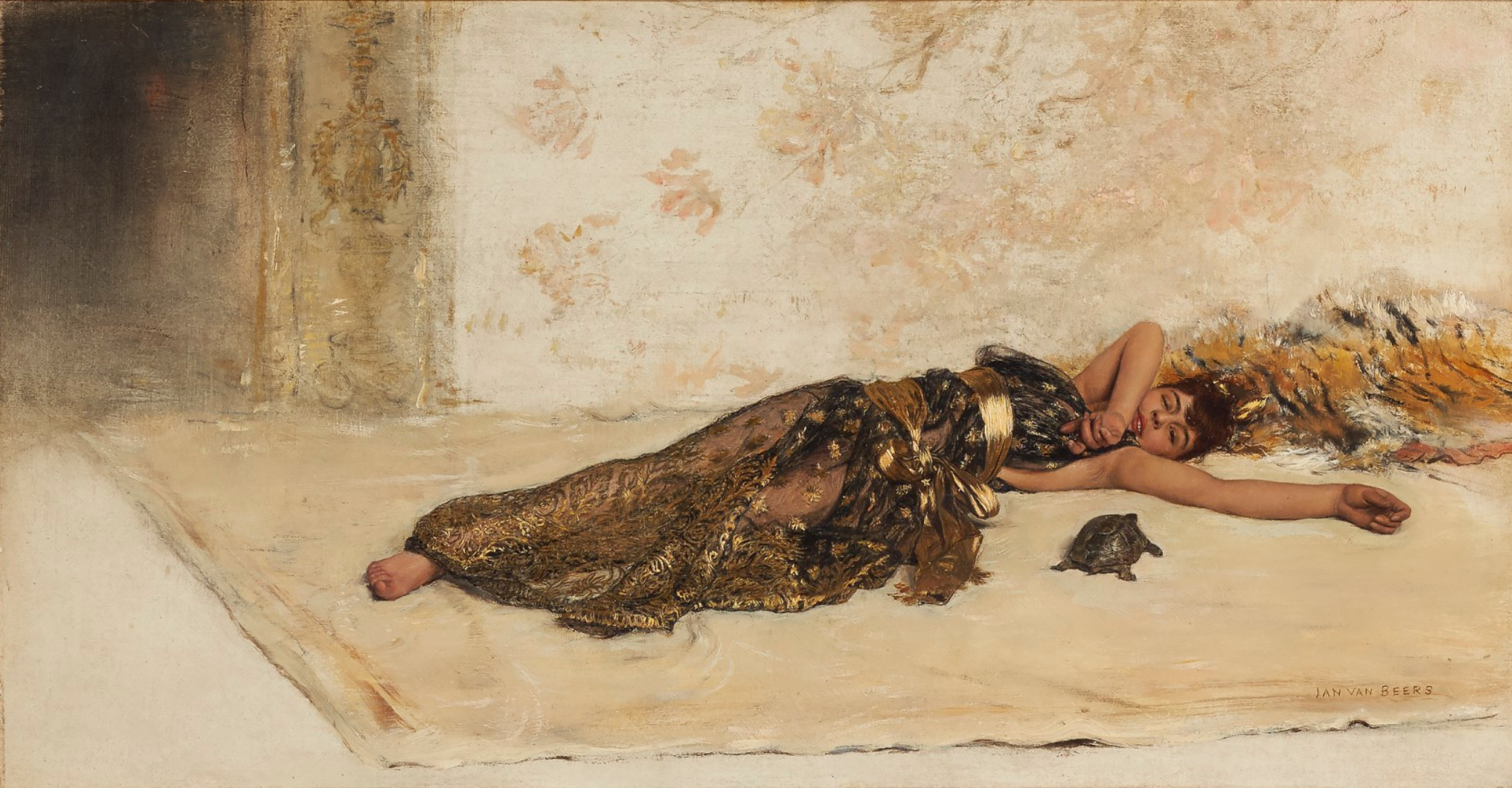
Liggende Odaliske met schildpad

- 1878, Parijs, Wereldtentoonstelling
- 1880, Parijs, Salon
- 1883, Oostende, Kursaal
- 1884, Brussel, Cercle Artistique
- 1884, Indépendants, Paris: Portret van Peter Benoit en Le vicomte de Bonne-Bille ("tambourin"; wat wellicht duidt dat het een klein genrewerkje was op het vel van een tamboerijn geschilderd)
- 1885, London, Bond Street, Salon Parisien (met veel werk van Van Beers)
- Brussel, Historische Tentoonstelling Belgische Kunst
- Van maart 2016 tot maart 2017 loopt in het Stedelijk Museum Wuyts-Van Campen en Baron Caroly te Lier een overzichtstentoonstelling van Jan Van Beers.[1]

## Iconografie
- Karikaturaal portret in Vanity Fair Magazine, 1891

## Literatuur

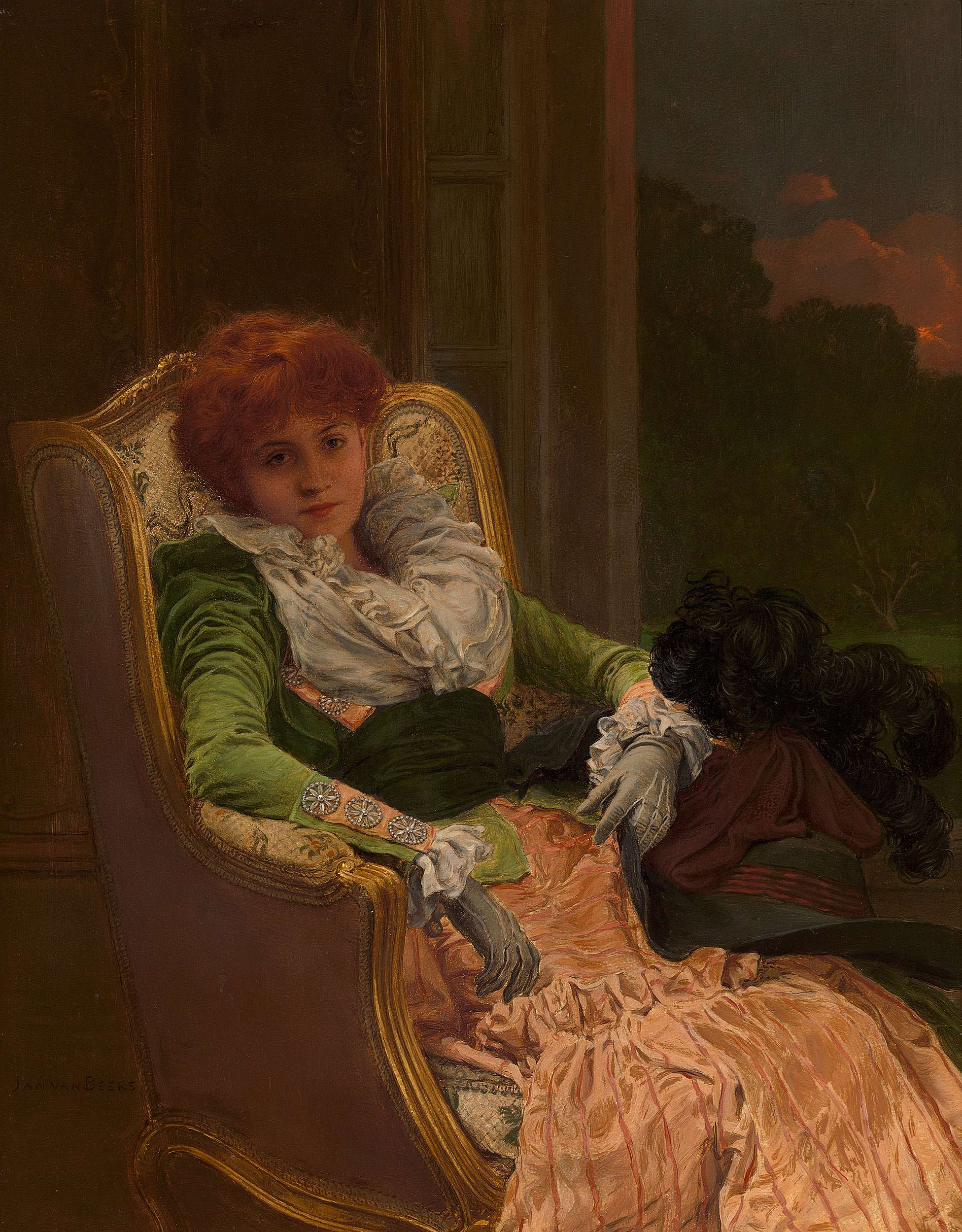
Verliefd